# Triumfetta plumigera
Triumfetta plumigera är en malvaväxtart som beskrevs av Ferdinand von Mueller. Triumfetta plumigera ingår i släktet triumfettor, och familjen malvaväxter. Inga underarter finns listade i Catalogue of Life.